# Marija Stepanova
Marija Aleksandrovna Stepanova (in russo Мария Александровна Степанова?; Michajlovsk, 23 febbraio 1979) è un'ex cestista russa.
Alta 202 cm per 89 kg, giocava come centro.

## Carriera

### Nei club
Cresciuta a Tosno, ha giocato nelle giovanili del Volna e del Force Majeure di San Pietroburgo prima di venire lanciata, nel 1996, dal CSKA Mosca. Nel 1999 ha firmato un contratto per tre anni con il Gambrinus Sika Brno e contemporaneamente ha iniziato a giocare in WNBA con le Phoenix Mercury. Dopo una breve apparizione al MiZo Pécs, nel 2003 è passata al CSKA Samara. Con la squadra russa ha vinto un campionato e una Coppa nazionale, oltre all'Eurolega nel 2005.

### In Nazionale
Con la maglia della Nazionale russa, ha vinto due Europei (2003 e 2007) e ha conquistato quattro medaglie d'argento, due agli Europei e due ai Mondiali. È stata costretta a saltare il torneo olimpico 2012 per un infortunio ai legamenti del ginocchio, che l'ha obbligata a sottoporsi a un intervento chirurgico.

## Palmarès

### Club

#### Competizioni nazionali
- Campionato russo: 1

CSKA Samara: 2004
- Coppa di Russia: 1

CSKA Samara: 2004

#### Competizioni internazionali
- Eurolega: 1

CSKA Samara: 2005

### Nazionale
- Campionato europeo: 3

Grecia 2003, Italia 2007, Polonia 2011.

### Individuale
- FIBA Europe Women Player of the Year Award: 3

2005, 2006, 2008
- Migliore stoppatrice WNBA (2005)